# Клепинин, Дмитрий Андреевич
Дмитрий Андреевич Клепинин (14 апреля 1904, Пятигорск, Терская область — 9 февраля 1944, концлагерь Бухенвальд, Германия) — священник Западноевропейского экзархата Русских приходов Константинопольского Патриархата, общественный деятель, участник французского Сопротивления, причислен к лику святых. Сын архитектора Андрея Николаевича Клепинина, брат Николая Андреевича Клепинина.

## Биография
Дмитрий Андреевич Клепинин родился 14 апреля 1904 года в Пятигорске в семье архитектора Андрея Николаевича Клепинина и его супруги Софьи Александровны (урождённой Степановой). В 1920 году эмигрировал с семьёй в Константинополь, в 1922 году переехал в Белград.
В 1925 году приехал во Францию, поступил в открывшийся Свято-Сергиевский православный богословский институт в Париже, во время обучения в котором был духовным сыном протоиерея Сергия Четверикова и членом кружка православных студентов, основанного Н. М. Зерновым и М. В. Зерновой.
В 1929 году окончил Свято-Сергиевский богословский институт и уехал в Америку, где получил стипендию для обучения в нью-йоркской Епископальной богословской семинарии.
В 1930 уехал в Югославию, жил в городе Бор, работал на медных приисках. В 1931 вернулся во Францию.
В 1931—1937 годы был псаломщиком церкви Введения во храм Пресвятой Богородицы. Участвовал в работе Русского студенческого христианского движения (РСХД), выступал с докладами на его собраниях.
Один из основателей в 1935 году благотворительной и культурно-просветительной организации помощи русским эмигрантам «Православное дело», а также общежития для обедневших русских эмигрантов на ул. Лурмель в Париже.
В 1937 году женился на Тамаре Баймаковой. В том же году рукоположён в сан диакона и священника и назначен помощником настоятеля церкви Введения во храм Пресвятой Богородицы.
В 1938 году назначен настоятелем Свято-Троицкой церкви в Озуар-ла-Ферьере под Парижем.
С 1939 года — настоятель домового храма Покрова Пресвятой Богородицы при общежитии на ул. Лурмель.
Во время оккупации Парижа принимал участие в деятельности Сопротивления, входил в Комитет помощи заключенным лагеря Руалье в Компьене.
В июле 1942 года по Парижу прокатились первые массовые аресты евреев, после этого мать Мария и о. Димитрий стали спасать евреев от ареста. Димитрий Клепинин крестил тех евреев, которые просили его об этом, и выдавал ложные справки тем, кто не желал принять христианское таинство. Священник выдал сотни ложных свидетельств о крещении и о принадлежности к Покровскому приходу. Многие евреи таким образом избежали ареста, многим удалось вырваться из оккупационной зоны и уехать в другие страны.
8 февраля 1943 году был арестован гестапо вместе с другими сотрудниками «Православного дела» и заключён в нацистский концлагерь Руалье в Компьене, а затем в подземный лагерь «Дора».
Протоиерей Сергий Гаккель писал: «Отца Димитрия допрашивали в продолжение целых четырёх часов. Он не стал оправдываться. Позже, на Лурмель, офицер гестапо Гофман рассказывал, как отцу Димитрию предлагали свободу при условии, что он впредь не будет помогать евреям. Он показал свой наперсный крест с изображением Распятия: „А этого Еврея вы знаете?“ Ему ответили ударом по лицу. „Ваш поп сам себя погубил, — заметил Гофман, — он твердит, что если его освободят, он будет поступать так же, как и прежде“».

В последнем письме из лагеря он писал:
«Нас неожиданно назначили к отправке в Германию. У меня полное сознание совершающейся воли Божией и начала нового церковного послушания. … Утешь меня своей бодростью. В этом весь залог моего настоящего благополучия, ибо я ко всему готов, кроме вашего страдания и печали … С нами Христос, всё окружающее так неважно по сравнению с Его к нам любовию…».
В лагере смерти, в Доре, отец Димитрий отказался от значка, указывавшего, что он — из Франции: с русскими из Советской России обращались ещё хуже, и он хотел всецело разделить страдания своего народа. Он делился своими передачами с голодными заключёнными и погибал, теряя силы. Заключённые просили начальство перевести о. Димитрия на лёгкий труд, потому что он — больной старик, так он выглядел. Но на вопрос, сколько ему лет, он ответил: тридцать девять.

Претерпел многочисленные издевательства и умер от болезни и истощения 9 февраля 1944 года. Как писал бывший узник Бухенвальда Ф. Т. Пьянов:
«отец Дмитрий погиб; он умер от воспаления лёгких на грязном полу, в углу так называемого „приёмного покоя“ лагеря, где не было ни лекарств, ни ухода, ни постелей. Вечером или в ночь он умер и, вероятно, под утро был увезён с другими покойниками в крематорий лагеря Бухенвальд. В то время покойников из лагеря „Дора“ сжигали в Бухенвальде. Лагерь „Дора“ был страшный лагерь! В 1944 году Бухенвальд поставлял в „Дору“ живую силу. Нам говорили, что к 1944 году из 1000 человек через 2-3 недели оставались живыми 300 ч., и то больные. Остальные погибали от непосильного труда, скверного питания, обращения, отвратительных санитарных условий».

## Память и канонизация
Был удостоен звания «Праведник народов мира» от государства Израиль. Имя священника Димитрия Клепинина вписано в мемориал «Яд Вашем» в Иерусалиме.
16 января 2004 года был канонизирован решением Священного Синода Константинопольским Патриархатом. одновременно с ним были канонизированы монахиня Мария (Скобцова), Георгий Скобцов и Илья Фондаминский.
Во время торжественного чина прославления новоканонизированных святых 1-2 мая 2004 года в Александро-Невском соборе в Париже в богослужениях участвовали христиане разных конфессий. Архиепископ Парижа кардинал Жан-Мари Люстиже сказал, что Католическая Церковь тоже будет почитать этих мучеников как святых и покровителей Франции.